# Пчёлы-убийцы (фильм)
«Пчёлы-убийцы: Смертоносное нашествие» (другой вариант перевода — «Смертельное вторжение: кошмар пчёл-убийц», англ. Deadly Invasion: The Killer Bee Nightmare) — американский телевизионный фильм в жанре фильмов ужасов, выпущенный 7 марта 1995 года (в США).

## Сюжет
В начале фильма создатели напоминают зрителям когда и как пчёлы-убийцы попали на Американский континент, в том числе в США. Затем перед началом основного сюжета фильма создатели говорят о том, что всё, что зрители увидят в фильме, может случиться на самом деле.
На некий Калифорнийский город нападают пчёлы-убийцы. От них умирают двое учеников старших классов, которые из-за нападения пчёл не смогли справиться с управлением автомобиля и врезаются во встречный грузовик. Выясняется, что пчёл раздражает шум. Из-за него они нападают на людей во время церемонии свадьбы. Из-за опасности нападения пчёл в школах детей учат технике безопасности. Однажды герой фильма Кевин, наткнувшись на колонию смертельных насекомых, начинает расстреливать пчелиные гнёзда. Вместе со своим другом он отправляется к его родителям на мотоцикле. Ребят чуть не настигает пчелиный рой, но они успевают укрыться в доме. Но пчёл очень много, из дома не выбраться. Младшая дочь семейства получает множественные укусы и ей необходимо лекарство, иначе она может умереть.

## Создатели
- Режиссёр — Рокни О’Бэннон
- Сценаристы — Уильям Баст, Пол Хьюсон, Рокни О’Бэннон
- Оператор — Мэттью Уильямс
- Композитор — Гарри Шаймен
- Художник — Севен Л. Нилсен (Seven L. Nielsen)
- Монтажёр — Стивен Адриансон

## Актёры
- Роберт Хейз — Чед Инграм
- Нэнси Стэффорд — Карэн Инграм
- Джина Филипс — Трейси Инграм
- Райан Филлипп — Том Редман
- Грегори Гордон — Кевин Инграм
- Уитни Даниэль Портер — Люси Инграм
- Деннис Кристофер — Pruitt Taylor Beauchamp
- Даниэль фон Зернек — Линда